# Indiens præsident
Indiens præsident (officielt: Republikken Indiens præsident; hindi: Rashtrapati; engelsk: President of the Republic of India) er statsoverhovedet i Indien og øverstkommanderende for Indiens militær.
Præsidenten vælges indirekte af et valgmandskollegium bestående af medlemmer fra begge kamre af Indiens parlament og de lovgivende forsamlinger i hver af Indiens delstater og territorier, der selv sammensættes ved direkte valg.
Den nuværende præsident er Droupadi Murmu, der tiltrådte embedet den 25. juli 2022.